# Panzerkampfwagen VI Tiger II
Tiger II byl německý druhoválečný těžký tank, nástupce tanku Tiger I. Oficiální německé označení bylo Panzerkampfwagen VI Tiger Ausf. B. Označení v inventáři munice bylo Sd.Kfz. 182 (Sd.Kfz. 267 a 268 pro velitelská vozidla). Také je známý pod neformálním německým názvem „Königstiger“. Jednalo se zřejmě o nejmocnější tank druhé světové války, avšak stejně jako mnohé ostatní německé tanky byl poměrně nespolehlivý a byl vyráběn v příliš malém množství na to, aby mohl nepříznivou situaci Německa ovlivnit.
Tiger II byl nástupcem tanku Tiger I. Hlavním cílem projektu bylo vytvořit tank se silnějším pancéřováním a lepším kanonem, a to se také podařilo. Horní přední pancéřová deska trupu byla 150 mm silná, navíc byla skloněna jako na úspěšném středním tanku Panther. Tank vážil téměř 70 tun. Tloušťka předního pancíře se pohybovala v rozmezí 100 až 185 mm (3,9 až 7,3 palce). Byl vyzbrojen dlouhým kanónem KwK 43 L/71 ráže 88 mm s délkou hlavně 71 ráží (Tiger I měl kanón KwK 36 L/56 s délkou hlavně 56 ráží). Podvozek se stal také základem pro stíhač tanků Jagdtiger.
Tiger II byl zařazován do výzbroje armádních těžkých tankových praporů a Waffen-SS. Poprvé byl v boji nasazen 503. těžkým tankovým praporem během spojenecké invaze do Normandie 11. července 1944. Na východní frontě byla první jednotkou vybavenou Tigry II 501. těžký tankový prapor, který měl k 1. září 1944 ve službě 25 Tigrů II.

## Vývoj

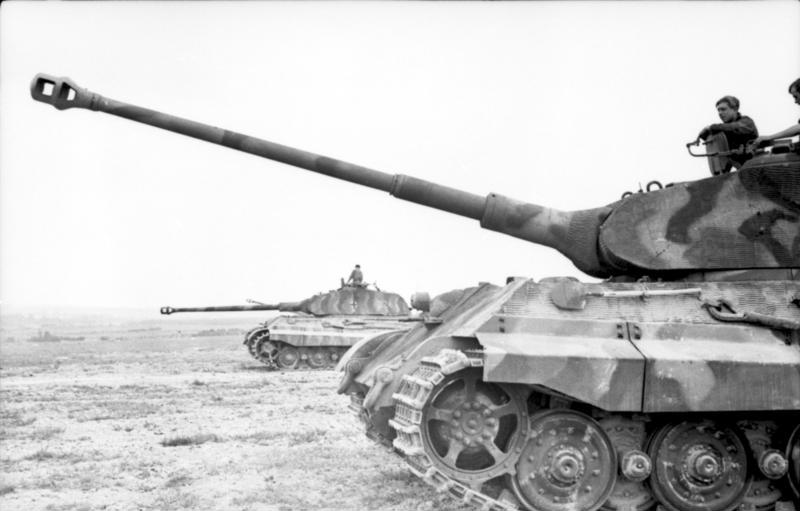
Tigery II ve Francii s věžemi typu Porsche (dočasná)

Tento tank se měl stát nástupcem tanku Tiger I, jejichž výroba začala v roce 1942. Ale už krátce po začátku výroby tanku PzKpfw VI Tiger Ausf H1 zadalo německé vedení zakázku na nový těžký tank, který měl být vyzbrojen kanónem KwK 43 ráže 8,8 cm. Tento kanón byl schopen na vzdálenost 500 m prorazit 180mm pancíř. Vývoje nového tanku se ujaly firmy Porsche a Henschel.
Porscheho projekt byl označen jako VK 45.02 (P), přičemž jeho předchozí neúspěšný projekt tanku Tiger I se nazýval VK 45.01 (P). Ferdinand Porsche přišel s návrhem kombinovaného systému pohonu s elektromotory. Dva spalovací motory o výkonu 150 kW měly pohánět generátory. Tento systém se zdál náchylný k závadám a navíc na výrobu elektromotorů by se spotřebovalo hodně mědi, a tak byl Porscheho návrh zamítnut ještě před výrobou prototypu a byl urychlen vývoj Henschelova projektu.
Henschel ve svém projektu VK 45.03 (H) použil jako pohonnou jednotku zážehový motor Maybach HL 230 P30 o výkonu 515 kW. Tento motor byl použit i u pozdní produkce tanku Panther, přičemž u tanku Tiger I byl zvolen typ P45. Podvozek tanku byl tvořen systémem dvojitých pojezdových kol, čtyři kola byla v zadní řadě a pět kol bylo v řadě přední. Přední ozubená kola tanku byla hnací a zadní kola byla napínací. Pojezdová kola byla odpružena pomocí torzních tyčí. První dva páry pojezdovýc kol a poslední pár pojezdových kol byly navíc odpruženy pomocí tlumičů.  Čelní pancéřování bylo 150–185 mm. Tento model byl v únoru 1943 přijat do výroby pod názvem PzKpfw VI Tiger Ausf. B (Tiger II). Bylo rozhodnuto, že kvůli úspoře času budou na 50 prvních Königstigerech instalovány věže z Porscheho návrhu a Krupp mezitím navrhne novou věž.
Taktéž byl vyvíjen tank Panther II, který měl mít komponenty téměř zcela shodné s tankem Tiger II. Historici se dokonce mylně domnívali, že měl být vyzbrojen kanónem ráže 8,8 cm shodným tomu na tanku Tiger II. Projekt však byl zrušen po vyrobení jednoho trupu. Američané na něj namontovali věž z tanku Panther Ausf. G a umístili ho do muzea.
Věž tanku Tiger II byla navržena a vyráběna firmou Krupp. Prvních 50 tanků obdrželo dočasnou věž, obvykle nazývanou jako Porsche, jelikož ji Krupp poprvé navrhl pro Porscheho nakonec neúspěšný návrh tanku Tiger II. Další tanky měly novou sériovou věž, která bývá nazývána Henschel. Tato věž řešila nedostatky věže typu Porsche, jimiž byl pouze 100mm čelní pancíř a její zaoblený tvar, který mohl způsobit odraz nepřátelské střely přímo do slabého stropního pancíře trupu pod věží a tank tak vyřadit (anglicky nazýváno shot trap). Je potřeba si uvědomit, že obě verze věže byly skutečně produktem pouze od firmy Krupp a závody firem Porsche a Henschel se na vývoji ani výrobě věží nijak nepodílely. Přehlednější je tedy například označení jako věž dočasná a sériová.

### Výroba

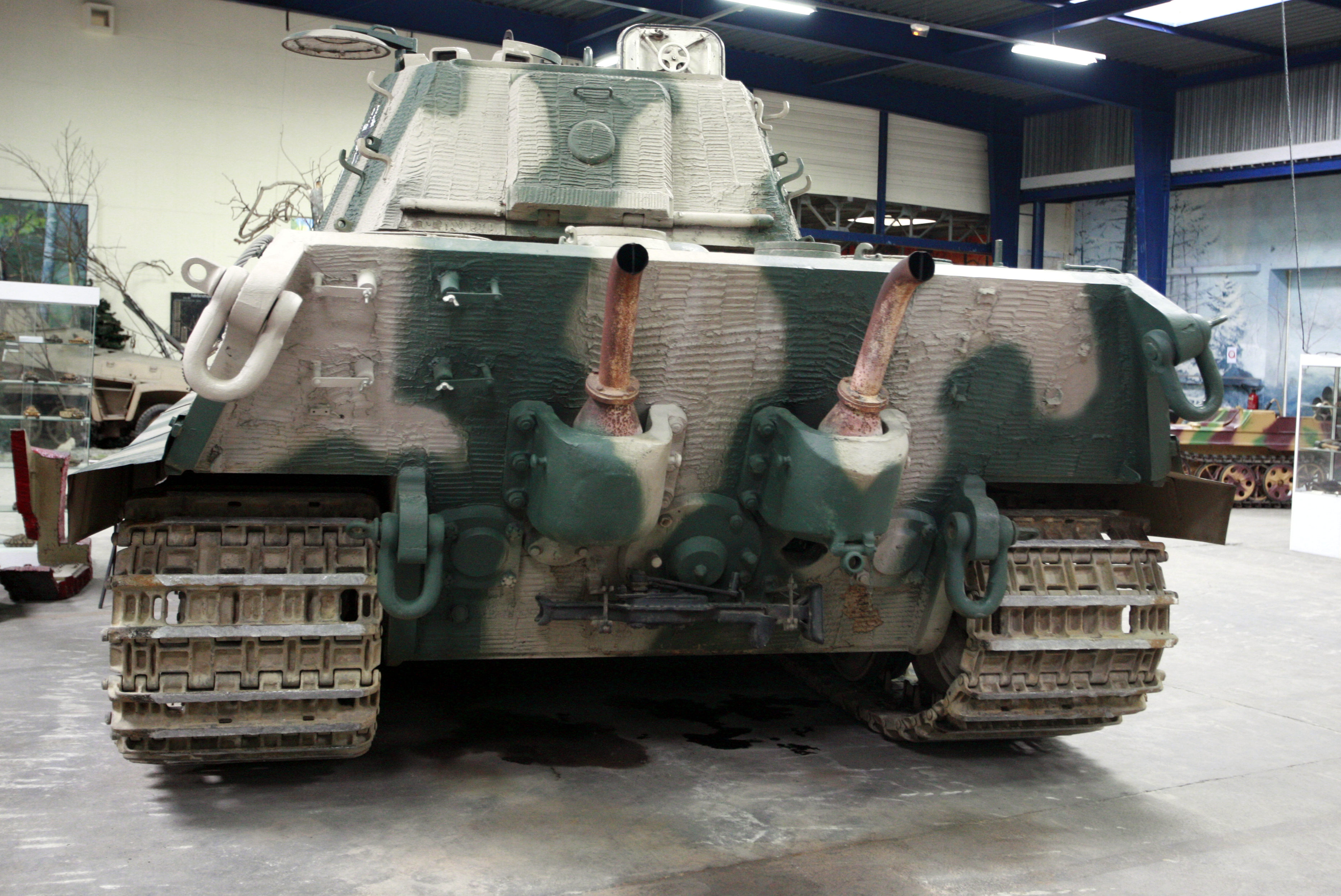
Pohled na dvojitý výfuk, nahoře věž typu Henschel (sériová) zezadu

Výroba prototypů se značně protáhla. První prototyp byl předveden až 20. října 1943. V prosinci téhož roku byla zahájena sériová výroba. Prvních 50 kusů mělo věž typu Porsche, ostatní tanky měly věž Henschel. Vzhledem k použití těžšího kanónu a silnějšího pancéřování byla hmotnost tanku Tiger II vyšší než hmotnost tanku Tiger I. Tiger II vážil 69,7 t. To snižovalo jeho rychlost, spolehlivost i jízdní vlastnosti. Ale i tak se jednalo o jeden z nejlépe vyzbrojených a nejodolnějších tanků druhé světové války.
U několika prvních tanků byl použit binokulární zaměřovač, u ostatních byl však použit monokulární zaměřovač. U některých vyrobených tanků byl použit také vylepšený kanón KwK 43/III ráže 8,8 cm. Celkem bylo od začátku výroby do konce války vyrobeno 492 kusů těchto tanků.

### Modifikace
Své využití našly především tyto dvě modifikace: velitelský Tiger II a stíhač tanků Jagdtiger. Velitelské tanky byly vybaveny radiostanicemi. Typ SdKfz 267 byl vybaven radiostanicemi typu FuG5 a FuG7 pro komunikaci na úrovni praporu a roty. Typ SdKfz 268 byl vybaven radiostanicemi FuG5 a FuG8 pro spojení s plukem a divizí. Tyto radiostanice měly standardní prutové antény. Na velitelské tanky bylo předěláno asi 10 tanků Tiger II.

## Bojové nasazení

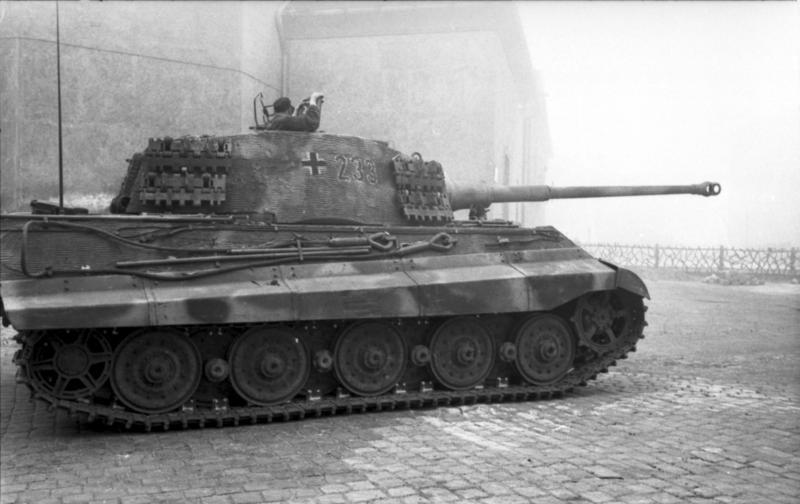
Königstiger s Henschelovou (sériovou) věží v Budapešti, 1944

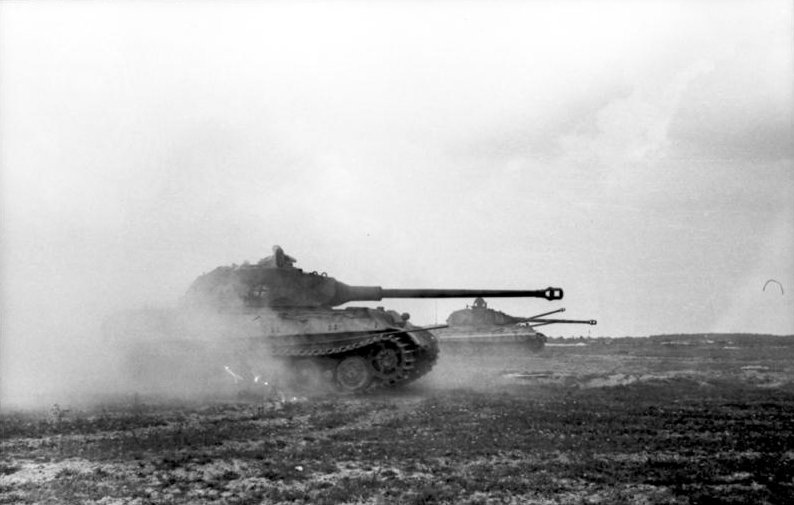
Tigry II s Porscheho (dočasnou) věží ve Francii, červen 1944

Tanky Tiger II byly přijaty do výzbroje na jaře roku 1944. Jejich první bojové nasazení na východní frontě v rámci protiútoku na sovětské předmostí u Sandoměře v srpnu 1944 skončilo naprostým debaklem. Během tří dnů ztratili Němci (mimo jiných ztrát) 11 tanků Tiger II v boji se sovětskými tanky T-34/85 a IS-2 ve zrádném písečném terénu.
Nejznámější je ale jejich nasazení v ardenské protiofenzívě v prosinci roku 1944. Jejím smyslem bylo znemožnit velké akce spojeneckých jednotek, aby mohly být veškeré vojenské síly nacistického Německa použity na východní frontě proti SSSR. Tankům však brzy došly pohonné hmoty a navíc se zlepšilo počasí, což znamenalo, že Spojenci začali bombardovat silniční a železniční trasy, města a nacistická vojska. Německý útok začínal slábnout a navíc tanky Tiger II musely být přesunuty na východní frontu, aby se zúčastnily bojů proti sovětské ofenzívě. Tím[zdroj⁠?!] začal končit německý útok a vojska Třetí říše se začala stahovat do bezpečí Siegfriedovy linie.
Tanky Tiger II byly použity také v poslední německé ofenzívě, tj. v operaci Jarní probuzení, jejímž cílem bylo znovudobytí Budapešti na jaře roku 1945. Po nadějném začátku se ovšem zamotaly do bahna a to byl konec operace.
Tiger II byl jedním z nejsilnějších tanků druhé světové války, jemuž konkuroval pouze sovětský tank IS-2, který měl 122mm kanón, a americký M26 Pershing, který byl nasazen do bojů na západní frontě až v únoru 1945. Královské Tigry měly ve své výzbroji především samostatné prapory těžkých tanků jak Heer tak SS.